# Станков, Сергей Сергеевич
Серге́й Серге́евич Станко́в (1 июля (13 июля) 1892, село Катунки Балахнинского уезда Нижегородской губернии — 14 октября 1962, Москва) — российский и советский ботаник (флорист и ботанико-географ), профессор Московского университета, где заведовал кафедрой геоботаники биологического факультета с 1948 по 1959 годы, специалист по растительному покрову Крыма и Нижегородского Поволжья, этноботанике и истории ботаники, основатель кафедры ботаники и ботанического сада Нижегородского университета, педагог и популяризатор ботанических знаний.

## Биография
Сергей Сергеевич Станков родился в 1892 году в семье сельского учителя. Блестяще окончив в 1911 году Первую Нижегородскую мужскую гимназию, поступил на естественное отделение физико-математического факультета Московского университета, курс которого окончил в 1916 году и был удостоен диплома первой степени за исследование полиэмбрионии у тропического лилейного нотоскордума стройного (Nothoscordum gracile (Aiton) Stearn). Учителями Станкова были видные ботаники М. И. Голенкин (в то время — заведующий кафедрой ботаники), Л. И. Курсанов, Ф. Н. Крашенинников, Е. В. Вульф, В. В. Алёхин, В. А. Дейнега, Л. М. Кречетович, А. Э. Жадовский; вместе со Станковым учились Д. С. Аверкиев, Б. М. Козо-Полянский, Н. А. Комарницкий, П. А. Баранов, Е. П. Коровин, Д. А. Герасимов, Н. Я. Кац, П. А. Смирнов — все впоследствии ставшие известными учёными.
Получив диплом, С. С. Станков был оставлен при кафедре для подготовки к профессорскому званию. Весной 1917 года он был командирован в Никитский ботанический сад для изучения флоры южного берега Крыма. Из-за общественно-политических потрясений того времени командировка затянулась, и в Крыму он проработал безвыездно пять лет, опубликовав по результатам своих исследований целый ряд геоботанических, ботанико-географических и флористических работ.
В 1922 году С. С. Станков был избран заведующим кафедрой морфологии и систематики растений Нижегородского университета, а в 1923 году утверждён в учёном звании профессора. Нижегородский период жизни С. С. Станкова продолжался более четверти века. Он читал все основные курсы на кафедре: морфологии и анатомии растений, систематики низших, высших, покрытосеменных растений, географии растений, ботанической географии СССР, истории ботаники и др.
Будучи учёным секретарем ассоциации по изучению производительных сил Нижегородской губернии, С. С. Станков стал организатором и участником ряда экспедиций по изучению природы родного ему края. К работе в Нижегородской геоботанической экспедиции (1925—1928 годы) он привлекает известных московских и местных ботаников — В. В. Алёхина, М. И. Назарова, А. А. Уранова, Д. С. Аверкиева, П. А. Смирнова, Н. И. Рубцова и других. Материалы экспедиции составили 12 выпусков в серии «Производительные силы Нижегородской губернии» и две карты (современного и восстановленного растительного покрова). Работа в экспедиции способствовала созданию обобщающей книги «Очерки физической географии Горьковского края», вышедшей тремя изданиями. В 1936 году по инициативе и под руководством С. С. Станкова в Горьковском университете был создан ботанический сад. В том же году С. С. Станкову без защиты диссертации была присуждена учёная степень доктора биологических наук.
В 1948 году С. С. Станков был приглашён заведующим кафедрой геоботаники на биолого-почвенный (ныне биологический) факультет Московского университета. В этой должности он проработал до конца 1959 года. В эти годы С. С. Станков читал в МГУ курсы систематики растений и ботанической географии, редактировал большой труд В. В. Алёхина «Растительность СССР в основных зонах», продолжал работу над сводкой Е. В. Вульфа «Флора Крыма» как редактор и соавтор этого труда, фактически заново создал «Определитель растений Европейской части СССР», где, опередив своё время, обосновывал широкое понимание вида.
С. С. Станков был одним из первых, кто публично выступил в печати с критикой засилия Т. Д. Лысенко и его последователей в советской биологической науке. Письмо С. С. Станкова «Об одной порочной диссертации», опубликованное в «Правде» 26 марта 1954 года, посвящено диссертации докторанта Т. Д. Лысенко, направленной ВАКом на отзыв С. С. Станкову. Основной смысл диссертации состоял в безумном утверждении, что культурные растения сами порождают свои сорняки: например, рожь порождает костёр ржаной, овёс — овсюг, подсолнечник — подсолнечниковую заразиху. Помимо объективной критики мракобесия С. С. Станков дал в письме общую оценку ситуации в советской биологии в те годы. В частности, он писал: «Выступая на пленуме трижды, Т. Д. Лысенко взял под свою защиту диссертацию… При этом академик Лысенко со свойственной ему резкостью обозвал всех рецензентов, отозвавшихся отрицательно о диссертации, в том числе и меня, вейсманистами. Академик Лысенко безапелляционно заявил, что он несёт полную ответственность за научную доброкачественность диссертации… не приведя в подтверждение своих доводов никаких доказательств». Указав, что, несмотря на ненаучность диссертации, пленум ВАК утвердил ходатайство совета Института генетики Академии наук СССР о присвоении её автору учёной степени доктора биологических наук (впоследствии пленум ВАК отменит своё решение), С. С. Станков с горечью и надеждой заключал своё письмо: «…Глубоко надеюсь, что… справедливость восторжествует. Ведь то, о чём я сообщаю в этом письме, нельзя рассматривать иначе, как глумление над советской наукой».
В 1955 году подписал «Письмо трёхсот».
С. С. Станков был талантливым популяризатором научных знаний. Безукоризненное владение русским языком помогали ему писать ярко, просто и понятно о самых трудных научных вопросах. С. С. Станков был глубоким знатоком философии, литературы, истории и искусства — живописи, музыки, архитектуры. Не случайно в его последней книге «Человек и растение» самая большая глава — «Растение и искусство».

## Научные труды
С. С. Станкову принадлежит более 150 научных работ. Наиболее известная его книга — «Определитель высших растений европейской части СССР», написанная им в соавторстве с В. И. Талиевым и выдержавшая два издания — представляет собой целостную флористическую сводку по огромной территории от Кольского полуострова до Крыма и от западных границ Украины и Белоруссии до Урала. Кроме того, С. С. Станков написал целый ряд замечательных научно-популярных книг.
Список основных научных и научно-популярных работ С. С. Станкова:
- Станков С. С. Дикорастущие полезные растения СССР. — 2-е изд. — М., 1951. — 316 с.
- Станков С. С. Очерки физической географии Горьковской области. — 3-е изд. — Горький, 1951. — 294 с.
- Станков С. С. Линней, Руссо, Ламарк. — М.: Сов. наука, 1955. — 140 с.
- Станков С. С. Человек и растение. — М.: Просвещение, 1965. — 207 с.
- Станков С. С., Ковалевский Н. В. Наши лекарственные растения. — 2-е изд. — Горький, 1952. — 244 с.
- Станков С. С., Талиев В. И. Определитель высших растений европейской части СССР / Отв. ред.В. Г. Хржановский. — Изд. 2-е, испр. и доп.. — М.: Советская наука, 1957. — 741 с. (первое издание: 1949. — 1151 с.)